# Nowy Grabiąż
Nowy Grabiąż [pronunciación en polaco: /ˈnɔvɨ ˈɡrabʲɔ̃ʂ/] (en alemán: Neu Grabunz) es un asentamiento ubicado en el distrito administrativo de Gmina Barwice, dentro del Condado de Szczecinek, Voivodato de Pomerania Occidental, en el norte de Polonia occidental. Se encuentra aproximadamente a 4 kilómetros al sureste de Barwice, a 21 kilómetros al oeste de Szczecinek, y a 124 kilómetros al este de la capital regional Szczecin.
Antes de 1945, el área fue parte de Alemania. 